# Andrew Garfield
Andrew Russell Garfield (Los Ángeles, California, 20 de agosto de 1983) es un actor y productor británicoestadonidense. Conocido por interpretar a Spider-Man en la franquicia cinematográfica The Amazing Spider-Man, de Marc Webb. Ha recibido varios galardones, incluido un premio Tony, un premio BAFTA y un Globo de Oro. Time incluyó a Garfield en su lista de las cien personas más influyentes del mundo en 2022.
Nacido en Los Ángeles y criado en Epsom, Inglaterra, Garfield se formó en la Royal Central School of Speech and Drama y comenzó su carrera en los escenarios del Reino Unido y en producciones televisivas. Hizo su debut cinematográfico en el drama coral del 2007 Lions for Lambs. Ganó el premio BAFTA al mejor actor de televisión por su actuación en la película para televisión Boy A (2007). Llamó la atención internacional en 2010 con el papel secundario de Eduardo Saverin en el drama The Social Network, por el cual recibió nominaciones para un BAFTA y un Globo de Oro como mejor actor de reparto.
Garfield obtuvo un mayor reconocimiento por interpretar a Spider-Man en las películas de superhéroes The Amazing Spider-Man (2012), The Amazing Spider-Man 2: Rise of Electro (2014) y más tarde en Spider-Man: No Way Home (2021). Recibió nominaciones a los Premios Óscar como mejor actor por interpretar a Desmond Doss en la película de guerra Hacksaw Ridge (2016) y a Jonathan Larson en el musical Tick, Tick... Boom! (2021). Garfield también ganó el Globo de Oro al mejor actor de comedia o musical por este último. En 2022, protagonizó la miniserie de drama criminal Under the Banner of Heaven, ganando una nominación al premio Primetime Emmy por su actuación.
En el escenario, Garfield apareció en la reposición de Broadway de 2012 de Death of a Salesman, que le valió una nominación al premio Tony. Por interpretar a Prior Walter en una producción londinense de Angels in America de 2017, Garfield fue nominado a un premio Laurence Olivier. Repitió el papel en Broadway al año siguiente y ganó el premio Tony al mejor actor principal en una obra de teatro. 

## Primeros años de vida
Andrew Russell Garfield nació el 20 de agosto de 1983 en Los Ángeles, California. Su madre, Lynn Hillman, era originaria de Essex, mientras que su padre, Richard Garfield, es de California. Sus abuelos paternos —cuyo apellido era «Garfinkel» originalmente— eran británicos descendientes de inmigrantes judíos y se trasladaron hasta Londres desde Europa Central y Oriental —Polonia, Rusia y Rumania—. Los padres de Andrew se mudaron de Los Ángeles a Epsom cuando el actor tenía tres años, y allí fue donde se crio. Garfield recibió una educación secular. Su familia es de clase media y sigue la cultura judía.
Los padres de Garfield tenían un pequeño negocio de diseño de interiores. Su madre trabajaba en una guardería (falleció de cáncer de páncreas en 2019) y su padre es entrenador del «Club de Natación de Guildford», Guildford City Swimming Club. Tiene un hermano mayor que es médico del Royal Brompton Hospital.
Durante su infancia, Garfield practicó gimnasia y natación, y pensó en estudiar administración de empresas. Recién se interesó en la actuación a los dieciséis años cuando un amigo lo convenció de cursar estudios de teatro en el nivel A, ya que les faltaba un alumno para poder organizar la clase.
Garfield asistió a la Priory Preparatory School en Banstead y más tarde City of London Freemen's School en Ashtead, antes de formarse en la Central School of Speech and Drama de la Universidad de Londres. Su primer trabajo fue en Starbucks, siendo trasladado entre tres establecimientos separados en Golders Green y Hendon.

## Carrera profesional

### Primeros trabajos y avance (2004-2011)

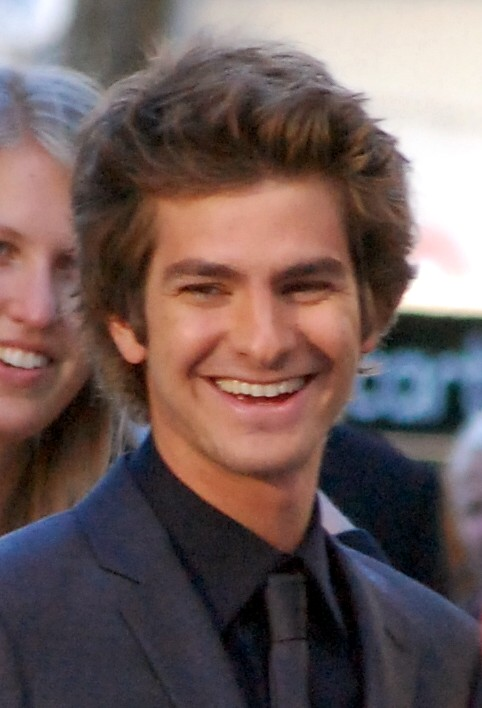
Garfield asistiendo al estreno de The Imaginarium of Doctor Parnassus en el Festival Internacional de Cine de Toronto de 2009.

Garfield comenzó a tomar clases de interpretación en Guildford, Surrey, cuando tenía nueve años, y apareció en una producción teatral juvenil de Bugsy Malone. También se unió a un pequeño grupo de talleres de teatro para jóvenes en Epsom y realizó estudios de teatro de nivel A, antes de estudiar durante otros tres años en un conservatorio del Reino Unido, la Escuela Central de Oratoria y Drama. Al graduarse en 2004, comenzó a trabajar principalmente en actuación teatral. En 2004, ganó un premio Evening News Theatre Awards al mejor actor revelación por su actuación en Kes en el Royal Exchange Theatre de Mánchester (donde también interpretó a Romeo en Romeo y Julieta el año siguiente), y ganó el premio Outstanding Newcomer Award en los premios Evening Standard Theatre Awards de 2006. Garfield hizo su debut en la televisión británica en 2005 apareciendo en el drama adolescente de Channel 4 Sugar Rush. En 2007, atrajo la atención del público cuando apareció en la serie tres de Doctor Who de la BBC, en los episodios «Daleks in Manhattan» y «Evolution of the Daleks». Garfield comentó que era «un honor» ser parte de Doctor Who. En octubre de 2007, fue nombrado uno de los «10 actores que ver» de Variety. Hizo su debut en el cine estadounidense en noviembre de 2007, interpretando a un estudiante universitario estadounidense en el drama coral Lions for Lambs, con los coprotagonistas Tom Cruise, Meryl Streep y Robert Redford. El actor declaró en una entrevista para Variety: «Tengo mucha suerte de estar aquí trabajando con ellos, realmente no esperaba ser reconocido por la audiencia». En su reseña para The Boston Globe, Wesley Morris consideró el trabajo de Garfield como «un saco de boxeo para los golpes bajos y golpes de la película».
En el drama Boy A de Channel 4, estrenado en noviembre de 2007, interpretó a un famoso asesino que intenta encontrar una nueva vida después de la prisión. El papel le valió el Premio BAFTA al mejor actor de televisión en 2008. Amy Biancolli del Houston Chronicle escribió: «no hay ninguna duda acerca de la inteligencia y la sensibilidad [del personaje]» de la interpretación de Garfield. Christy DeSmith, del Minneapolis Star Tribune, se hizo eco del sentimiento de Biancolli, citando sus «expresiones detalladas» como ejemplo. Escribiendo en The Seattle Times, John Hartl señaló que Garfield demostró variedad en el papel y concluyó: «Garfield siempre logra capturar su pasión». Joe Morgenstern, el crítico de The Wall Street Journal, calificó la actuación de Garfield de «fenomenal» y consideró que «hace espacio para las muchas y variadas piezas de la personalidad de Jack». En 2008, tuvo un papel secundario en la película The Other Boleyn Girl y fue nombrado uno de los Shooting Stars en el Festival Internacional de Cine de Berlín. En 2009, Garfield tuvo papeles secundarios en la película de Terry Gilliam The Imaginarium of Doctor Parnassus y en la trilogía televisiva Red Riding. Kenneth Turan de Los Angeles Times pensó que Garfield tuvo una actuación destacada en este último.

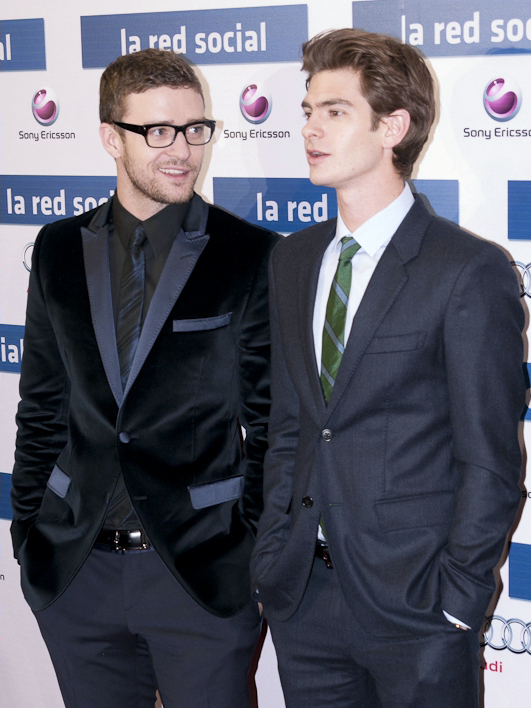
Timberlake y Andrew Garfield en el estreno de The social network en Madrid.

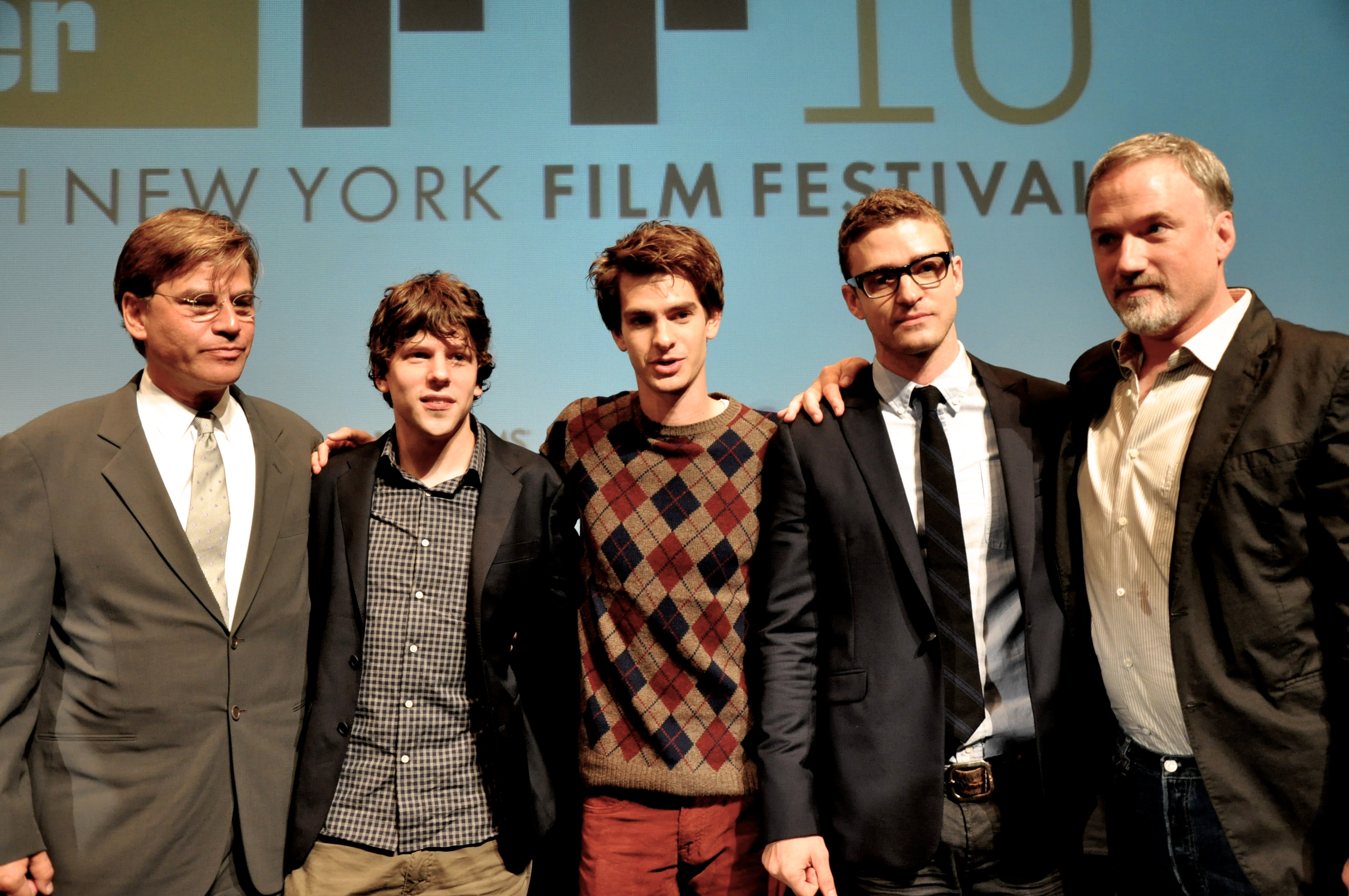
Aaron Sorkin, Jesse Eisenberg, Andrew Garfield, Justin Timberlake y David Fincher en el estreno de The social network en el Festival de Cine de Nueva York.

En 2010, Garfield coprotagonizó junto a Carey Mulligan y Keira Knightley el drama distópico de ciencia ficción de Mark Romanek Never Let Me Go, una adaptación de la novela homónima de Kazuo Ishiguro de 2005. Dijo de su personaje, Tommy D., «Hay una sensación de ansiedad que atraviesa a estos niños, especialmente a Tommy, porque es tan sensorial y sensible y animal, esa es mi perspectiva de él». Garfield se sintió atraído por la película a partir de los interrogantes existenciales que expresa la historia. Dijo que la experiencia de ser parte de Never Let Me Go fue «solo un sueño hecho realidad». Además, comentó que las escenas en las que su personaje, incapaz de contener su frustración, estalla en un gemido, fueron «intensas» para él. «Creo que esos gritos están dentro de todos nosotros, solo tuve la oportunidad de dejar salir el mío». Por su interpretación de un joven bien intencionado pero tonto atrapado en un triángulo amoroso, ganó el Premio Saturno al mejor actor de reparto en 2010. Escribiendo para Entertainment Weekly, Owen Gleiberman elogió las actuaciones del elenco principal, reflejando que «estos tres actúan con una inocencia espeluznante y embrujada que se mete debajo de la piel». En comparación con Mulligan y Knightley, Scott Bowles, escribiendo para USA Today, consideró a Garfield «el verdadero hallazgo» de Never Let Me Go.
El mismo año, Garfield coprotagonizó junto a Jesse Eisenberg The Social Network, un drama basado en los fundadores de Facebook. Sobre su personaje, Garfield comentó: «Nadie sabe quién es Eduardo Saverin, y yo tampoco. Por supuesto, el hecho de que sea un ser humano de la vida real, que respira en algún lugar de esta tierra, crea una dimensión completamente nueva en mi enfoque porque [sic] sientes un mayor sentido de responsabilidad». Inicialmente, el director de la película, David Fincher, había conocido a Garfield bajo los auspicios de él interpretando a Mark Zuckerberg, habiendo sido recomendado por Mark Romanek. Sin embargo, a Fincher no le gustó Garfield para el papel, ya que encontró que el «increíble acceso emocional de Garfield a su tipo de humanidad central» se adapta mejor al papel de Saverin. La actuación de Garfield fue muy bien recibida; Obtuvo un reconocimiento más amplio y numerosas nominaciones, incluidas las nominaciones al BAFTA al mejor actor de reparto y estrella emergente, así como una nominación al Globo de Oro al mejor de reparto. Mark Kermode de la BBC expresó su sorpresa de que Garfield hubiera sido pasado por alto para una nominación al Premio Óscar y opinó que «todo el mundo sabe que es una de las mejores cosas de The Social Network»." Escribiendo en The Wall Street Journal, Joe Morgenstern pensó el papel fue interpretado con «gran sutileza y encanto triste«. Rolling Stone dijo que Garfield entregó «una vulnerabilidad que aumenta las apuestas emocionales en una película» y proclamó: «Mantén tus ojos en Garfield: es increíblemente bueno, el alma de una película que de otro modo podría no tener uno».

### Spider-Man y reconocimiento mundial (2012-2016)

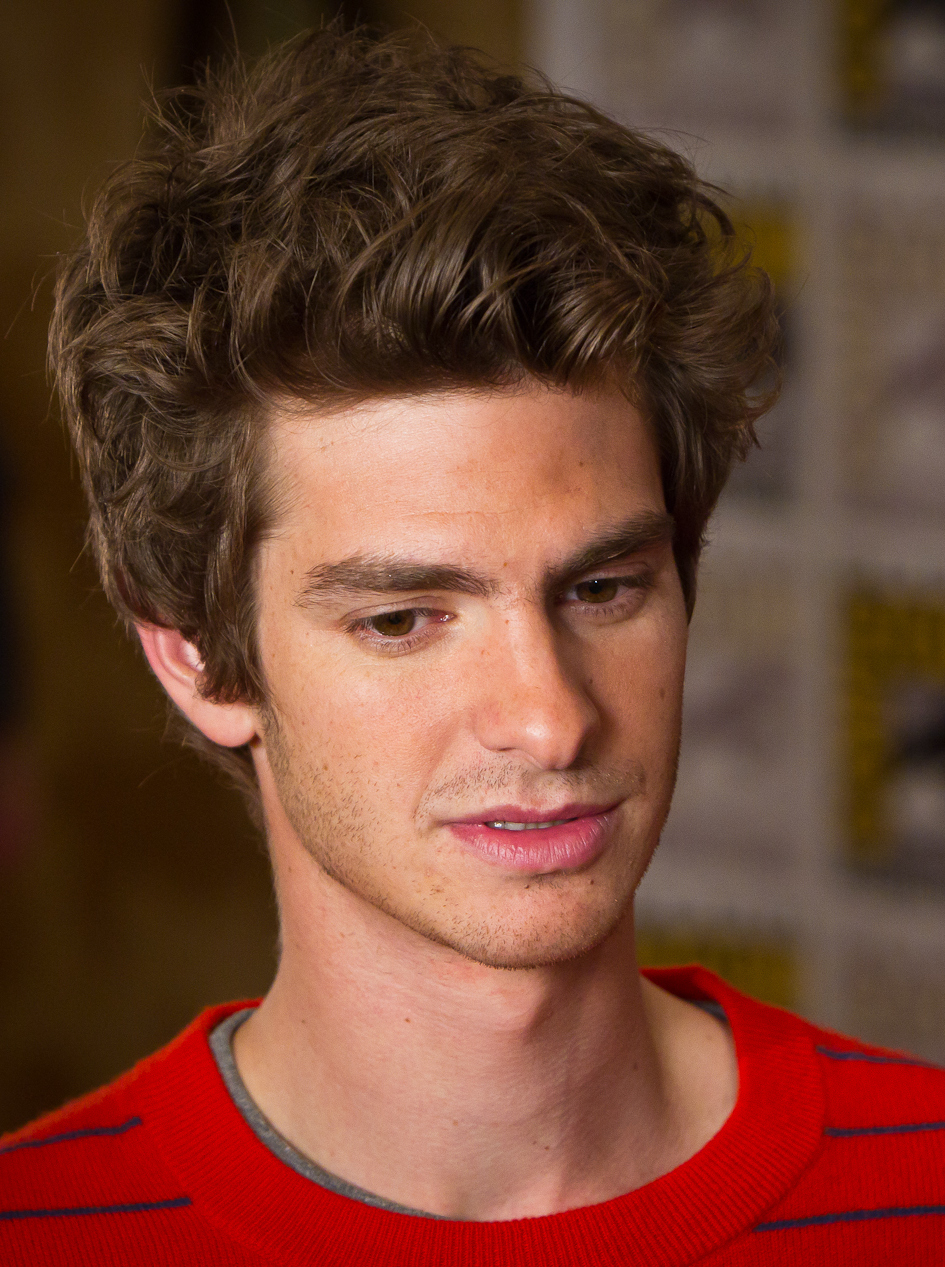
Garfield en la Convención Internacional de Cómics de San Diego en 2011.

Garfield interpretó a Spider-Man/Peter Parker, junto a Emma Stone como su interés amoroso Gwen Stacy, en The Amazing Spider-Man (2012) de Marc Webb, una nueva versión de la serie de películas de Spider-Man. Garfield vio su elección como un «gran desafío en muchos sentidos», ya que tenía que hacer que el personaje fuera «auténtico» y «vivir y respirar de una manera nueva».. Describió a Peter como alguien con quien podía relacionarse y afirmó que el personaje había sido una influencia importante para él desde que era un niño. Para el papel, estudió los movimientos de atletas y arañas, y trató de incorporarlos, y practicó yoga y pilates. The Amazing Spider-Man ganó un total mundial de $752,216,557, y la actuación de Garfield fue generalmente bien recibida. Peter Bradshaw de The Guardian calificó su interpretación como el «Spider-Man definitivo» y Tom Charity de CNN elogió su «combinación de inocencia fresca, agitación nerviosa y humor irónico».

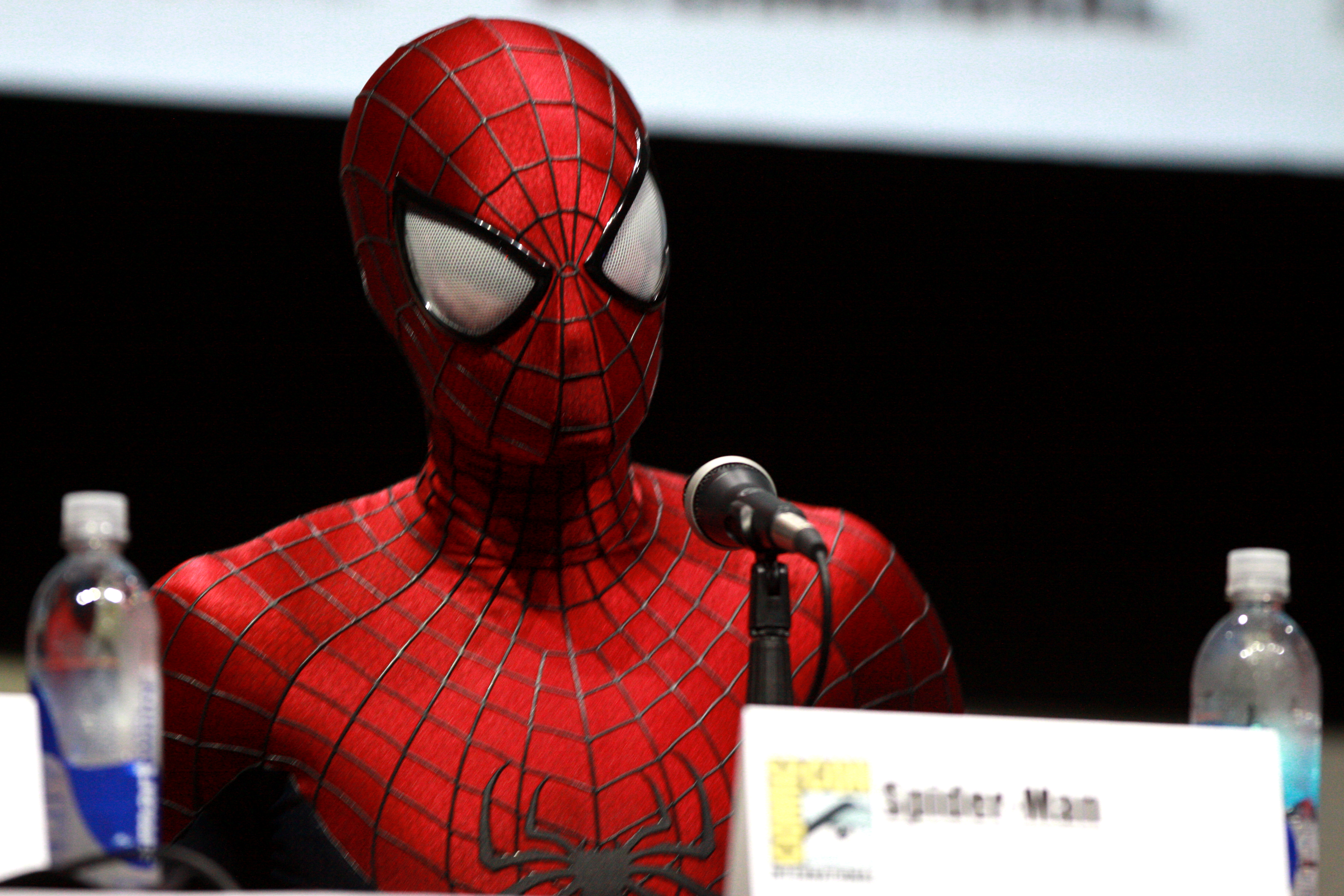
Garfield vistiendo su traje de Spider-Man en la Convención Internacional de Cómics de San Diego en 2013.

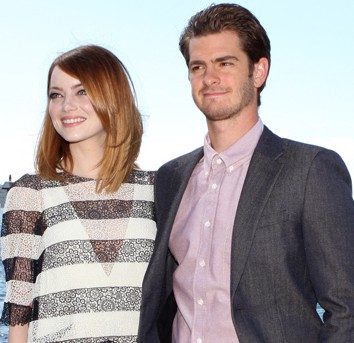
Garfield junto a su exnovia Emma Stone en la premier de The Amazing Spider-Man 2: Rise of Electro en Sídney en marzo de 2014.

En marzo de 2012, Garfield hizo su debut en el teatro de Broadway como Biff Loman en la r2013 San Diego Comic Con - The Amazing Spider-Man 2.jpgeposición de Death of a Salesman. Según David Rooney de The New York Times, Garfield había «expuesto con éxito el dolor crudo de la soledad de Biff». Garfield fue nominado a un premio Tony al mejor actor principal en una obra de teatro por su actuación. Dos años más tarde, Garfield presentó un episodio de Saturday Night Live y apareció en un video musical de la canción «We Exist» de Arcade Fire, interpretando a una mujer transgénero. También en 2014, coprodujo y protagonizó el drama independiente de 2014 99 Homes y repitió el papel titular en The Amazing Spider-Man 2: Rise of Electro. Luego de un acuerdo entre Sony y Marvel Studios para integrar al personaje de Spider-Man en el Universo Cinematográfico de Marvel, las secuelas de esta última película fueron descartadas y Tom Holland asumió el papel en un reinicio. Los aracnólogos Yuri M. Marusik y Alireza Zamani honraron la interpretación del papel de Garfield al nombrar una nueva especie de araña tejedora de grietas, Pritha garfieldi, en su honor.
Después de una ausencia de un año de la pantalla, Garfield tuvo papeles protagónicos en dos películas de 2016, el drama Silence de Martin Scorsese y la película de guerra Hacksaw Ridge de Mel Gibson. En la primera, basada en la novela del mismo nombre de Shūsaku Endō de 1966, Garfield interpretó a Sebastião Rodrigues, un sacerdote jesuita portugués del siglo XVII que viaja a Japón para difundir su fe. Garfield pasó un año con James Martin estudiando para ser sacerdote jesuita y realizó un retiro silencioso en Gales. La ardua fotografía principal de la película tuvo lugar en Taiwán, y Garfield perdió 18 kg (40 libras) para lograr el físico de su personaje. A Kate Taylor de The Globe and Mail no le gustó la película y escribió que Garfield «está dulcemente decidido y suavemente angustiado como el misionero Rodrigues, pero cualquier esperanza de que el actor pueda dilucidar la psicología de la certeza filosófica o el dolor de la duda religiosa resulta vana». En taquilla, ganó menos de la mitad de su presupuesto de 50 millones de dólares. Hacksaw Ridge, sin embargo, fue un éxito comercial, ganando más de 175,3 millones de dólares en todo el mundo. En él, Garfield interpretó a Desmond Doss, un médico de combate durante la Segunda Guerra Mundial, quien fue el primer objetor de conciencia en la historia de Estados Unidos en recibir la Medalla de Honor. Escribiendo para USA Today, Brian Truitt calificó la película como «brutalmente intensa y elegantemente elaborada»; creía que el papel central le permitió a Garfield aportar profundidad a su carrera y lo elogió por interpretar a Doss con «dulzura simple» y «valía firme». Recibió una nominación al Premio Óscar al mejor actor por Hacksaw Ridge.

### Carrera establecida (2017-presente)
Garfield interpretó el papel de Prior Walter en la obra de teatro de dos partes Angels in America de Tony Kushner en el Lyttelton Theatre en el National Theatre de Londres de abril a agosto de 2017, y la actuación se transmitió en vivo a los cines de todo el mundo en el verano de 2017 a través de la serie National Theatre Live. Fue dirigida por Marianne Elliott y coprotagonizada por Nathan Lane, James McArdle, Russell Tovey y Denise Gough. Paul T Davis de The British Theatre Guide escribió que Garfield era «transformador e irreconocible en algunos lugares, habitando completamente el campamento, el Prior Walter lacónico, asustado y totalmente adorable». Fue nominado al premio Laurence Olivier al mejor actor.

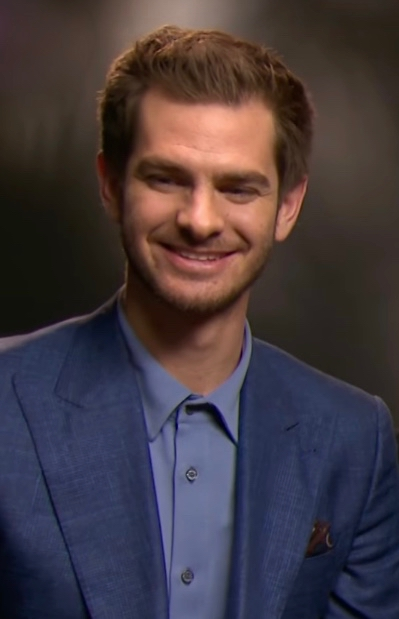
Garfield promocionando Breathe en 2017.

El único estreno cinematográfico de Garfield en 2017 fue la película biográfica Breathe, en la que interpretó a Robin Cavendish, un joven paralizado por la poliomielitis. En preparación, interactuó con personas que tenían polio y colaboró estrechamente con la esposa y el hijo de Cavendish. Stephen Dalton de The Hollywood Reporter escribió que a pesar de una historia excepcional, la película había pasado por alto las complejidades de la vida de Cavendish y pensó que Garfield estaba «obstaculizado por un papel que lo restringe a poco más que asentir y sonreír». En marzo de 2018, Garfield repitió el papel de Prior cuando la producción Angels in America se transfirió a Broadway para un compromiso limitado de dieciocho semanas en el Teatro Neil Simon, junto con la mayoría del elenco de Londres. Al revisar la producción para The Washington Post, Peter Marks comentó que «nada [de Garfield] hecho te prepara para la destreza estelar de su Prior» y consideró que su actuación era el «núcleo moral persuasivo de la pieza». Él ganó el premio Tony al mejor actor en una obra de teatro por su actuación.
El Festival Internacional de Cine de Cannes de 2018 marcó el estreno de la próxima película de Garfield, el neo noir dirigido por David Robert Mitchell Under the Silver Lake. En él, interpretó a Sam, un joven desempleado y descarriado que emprende un viaje para encontrar a su vecino que ha desaparecido misteriosamente. Escribiendo para Vanity Fair, Richard Lawson encontró a Garfield «genial en el papel, haciendo fragmentos ágiles y sutiles de comedia física y sacando a relucir el lado espeluznante y amenazante de Sam». Garfield protagonizó el drama Mainstream de Gia Coppola, junto a Maya Hawke y Jason Schwartzman, que tuvo su estreno mundial en el Festival Internacional de Cine de Venecia de 2020.
En 2021, Garfield protagonizó The Eyes of Tammy Faye junto a Jessica Chastain, un drama sobre los teleevangelistas Tammy Faye y Jim Bakker, que tuvo su estreno mundial en el Festival Internacional de Cine de Toronto de 2021. Ese mismo año, Garfield interpretó al compositor Jonathan Larson en la adaptación cinematográfica de Tick, Tick... Boom! de Lin-Manuel Miranda. Miranda había visto a Garfield actuar por primera vez en el escenario de Angels in America. Garfield, que no había cantado profesionalmente antes, se sometió a un entrenamiento vocal como preparación para el papel. La película se estrenó en Netflix. Por su actuación, Garfield recibió el Globo de Oro al mejor actor en una película de comedia o musical, y una nominación al Premio Óscar al mejor actor. A pesar de negar públicamente lo contrario en repetidas ocasiones, Garfield repitió su papel de Spider-Man en la película Spider-Man: No Way Home del Universo Cinematográfico de Marvel, protagonizada junto a su sucesor de Spider-Man, Tom Holland, y su predecesor Tobey Maguire. Garfield describió su experiencia trabajando en la película como «alegre» y dijo que le dio un «cierre» con su versión del personaje de Spider-Man. También dijo que estaría dispuesto a retomar el papel en el futuro si le parecía bien.
En 2022, Garfield fue incluido en la lista anual de la revista Time de las 100 personas más influyentes del mundo. Protagonizó la miniserie Under the Banner of Heaven de Dustin Lance Black, una adaptación del libro del mismo nombre de Jon Krakauer, ese mismo año. Al revisar la miniserie, Kathryn VanArendonk de Vulture destacó la «interpretación casi flagrantemente tierna» de Jeb Pyre, un detective mormón de Garfield. Su actuación le valió una nominación al premio Primetime Emmy como actor principal destacado en una serie o película limitada o de antología.
En 2024 protagonizó la película romántica We Live in Time junto a Florence Pugh.

## Vida personal
Garfield se ha referido a sí mismo como un «panteísta agnóstico», aunque se identifica como judío. Habiendo completado los Ejercicios Espirituales de Ignacio de Loyola para interpretar a un jesuita en Silence, dijo que «lo que fue muy fácil fue enamorarse de esta persona, fue enamorarse de Jesucristo. Eso fue lo más sorprendente».
Garfield tiene doble ciudadanía en los Estados Unidos y el Reino Unido. En 2009, le dijo al Sunday Herald que se sentía «igualmente en casa» en ambos países y disfrutaba de «una existencia multicultural». Cuando se le preguntó nuevamente en 2019, dijo: «Me identifico más como judío que cualquier otra cosa. [...] Tengo una relación de amor y odio con ambos países y solía estar muy orgulloso de tener ambos pasaportes. Hoy, estoy un poco menos orgulloso». El principal lugar de residencia de Garfield está en el norte de Londres, cerca de Hampstead Heath. Le dijo a Shaun Keaveny en un podcast en 2021 que considera a Inglaterra como su hogar, ya que es donde están su familia y sus amigos.
Garfield suele dar entrevistas sobre su trabajo, pero no habla públicamente de los detalles de su vida privada. Garfield mantuvo una relación con la actriz Shannon Woodward de 2008 a 2011. En 2011, Garfield comenzó a salir con su coprotagonista de The Amazing Spider-Man, Emma Stone, en algún momento durante la producción de la película. En 2015, se rumoreaba que se habían separado, aunque no se emitió una declaración formal. A finales de agosto de 2016, se les vio juntos en Londres. Desde finales de 2021 hasta principios de 2022, estuvo en una relación con la modelo Alyssa Miller. Cuando se le preguntó acerca de su sexualidad, Garfield se identificó como heterosexual, pero dijo: «Estoy abierto a cualquier impulso que pueda surgir dentro de mí en cualquier momento».
Lynn, la madre de Garfield, murió de cáncer de páncreas durante el rodaje de The Eyes of Tammy Faye y poco antes de comenzar la producción Tick, Tick... ¡Boom!. Pudo volar a casa para estar allí con ella.
En 2011, Garfield se convirtió en Embajador del Deporte de la Worldwide Orphans Foundation (WWO).

## Filmografía

### Cine
| Año  | Título original                           | Personaje                 |
| ---- | ----------------------------------------- | ------------------------- |
| 2007 | Boy A                                     | Jack Burridge             |
| 2007 | Lions for Lambs                           | Todd Hayes                |
| 2008 | The Other Boleyn Girl                     | Francis Weston            |
| 2009 | The Imaginarium of Doctor Parnassus       | Anton                     |
| 2009 | Nunca me abandones                        | Tommy D                   |
| 2009 | The Social Network                        | Eduardo Saverin           |
| 2012 | The Amazing Spider-Man                    | Peter Parker / Spider-Man |
| 2014 | The Amazing Spider-Man 2: Rise of Electro | Peter Parker / Spider-Man |
| 2014 | 99 Homes                                  | Dennis Nash               |
| 2016 | Hacksaw Ridge                             | Desmond Doss              |
| 2016 | Silence                                   | Sebastião Rodrigues       |
| 2017 | Breathe                                   | Robin Cavendish           |
| 2018 | Under the Silver Lake                     | Sam                       |
| 2020 | Mainstream                                | Link                      |
| 2021 | The Eyes of Tammy Faye                    | Jim Bakker                |
| 2021 | Tick, Tick... Boom!                       | Jonathan Larson           |
| 2021 | Spider-Man: No Way Home                   | Peter Parker / Spider-Man |
| 2023 | Spider-Man: Across the Spider-Verse       | Peter Parker / Spider-Man |
| 2024 | We Live in Time                           | Tobias Durand             |

### Cortometrajes

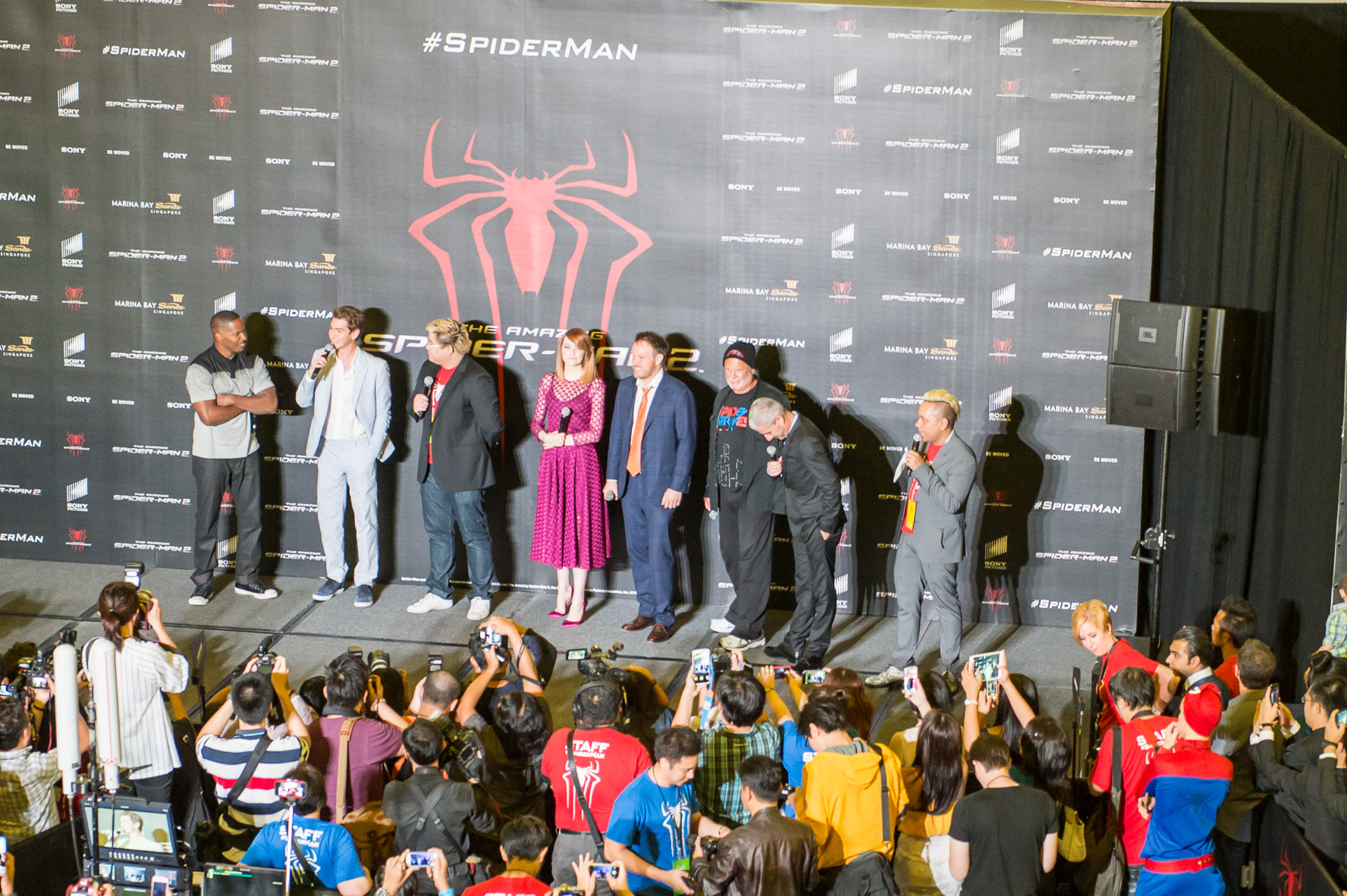
Garfield con el equipo de The Amazing Spider-Man 2: Rise of Electro en el evento en Singapur, Marina Bay en 2014.

| Año  | Título      | Papel   |
| ---- | ----------- | ------- |
| 2005 | Mumbo Jumbo | Simmo   |
| 2009 | Air         | Tom     |
| 2010 | I'm Here    | Sheldon |

### Series
| Año  | Título original                         | Personaje          | Notas                                                        |
| ---- | --------------------------------------- | ------------------ | ------------------------------------------------------------ |
| 2005 | Swinging                                | Diversos papeles   | Episodio: «1.1»                                              |
| 2005 | Sugar Rush                              | Tom                | Episodios: «1, 3, 6, 8, 9»                                   |
| 2006 | Simon Schama's Power of Art: Caravaggio | Niño               | Episodio: «Caravaggio»                                       |
| 2007 | Doctor Who                              | Frank              | Episodios: «Daleks in Manhattan» & «Evolution of the Daleks» |
| 2007 | Freezing                                | Kit                | Episodio: «1.1»                                              |
| 2007 | Trial & Retribution                     | Martin Douglas     | Episodio: «Closure: Part 1»                                  |
| 2009 | Red Riding                              | Eddie Dunford      | 3 episodios                                                  |
| 2022 | Under the Banner of Heaven              | Detective Jeb Pyre | Miniserie                                                    |

### Teatro
| Año  | Obra / Título original        | Papel                            | Notas                             | Ref.    |
| ---- | ----------------------------- | -------------------------------- | --------------------------------- | ------- |
| 2004 | Mercy                         | Deccy                            | Soho Theatre, Londres             |         |
| 2004 | Kes                           | Billy                            | Royal Exchange, Mánchester        |         |
| 2005 | The Laramie Project           | Varios papeles                   | Sound Theatre, Londres            |         |
| 2005 | Romeo & Juliet                | Romeo Montesco                   | Royal Exchange, Mánchester        |         |
| 2006 | Beautiful Thing               | Jamie                            | Sound Theatre, Londres            | [ 131 ] |
| 2006 | Burn / Chatroom / Citizenship | Birdman / Jim / Stephen          | Royal National Theatre, Londres   | [ 132 ] |
| 2006 | The Overwhelming              | Geoffrey                         | Royal National Theatre, Londres   | [ 133 ] |
| 2012 | Death of a Salesman           | Biff Loman                       | Ethel Barrymore Theatre, Broadway | [ 134 ] |
| 2017 | The Children's Monologues     | Adolescente maltratado por padre | Carnegie Hall, Nueva York         | [ 135 ] |
| 2018 | Angels in America             | Prior Walter                     | Royal National Theatre, Londres   | [ 136 ] |

## Discografía
| Título                                                                                      | Año  | Álbum                                                         | Ref.    |
| ------------------------------------------------------------------------------------------- | ---- | ------------------------------------------------------------- | ------- |
| «30/90» (con Joshua Henry, Vanessa Hudgens, Robin de Jesús, Alexandra Shipp y Mj Rodriguez) | 2021 | Tick, Tick... Boom! (Banda sonora de la película de Netflix.) | [ 137 ] |
| «Boho Days» (con Joshua Henry, Vanessa Hudgens, Robin de Jesús, y Alexandra Shipp)          | 2021 | Tick, Tick... Boom! (Banda sonora de la película de Netflix.) | [ 137 ] |
| «No More» (con Robin de Jesús)                                                              | 2021 | Tick, Tick... Boom! (Banda sonora de la película de Netflix.) | [ 137 ] |
| «Johnny Can't Decide» (con Joshua Henry y Vanessa Hudgens)                                  | 2021 | Tick, Tick... Boom! (Banda sonora de la película de Netflix.) | [ 137 ] |
| «Sunday» (con el Moondance Diner Ensemble)                                                  | 2021 | Tick, Tick... Boom! (Banda sonora de la película de Netflix.) | [ 137 ] |
| «Therapy» (con Vanessa Hudgens)                                                             | 2021 | Tick, Tick... Boom! (Banda sonora de la película de Netflix.) | [ 137 ] |
| «Swimming» (con Joshua Henry y Vanessa Hudgens)                                             | 2021 | Tick, Tick... Boom! (Banda sonora de la película de Netflix.) | [ 137 ] |
| «Why»                                                                                       | 2021 | Tick, Tick... Boom! (Banda sonora de la película de Netflix.) | [ 137 ] |
| «Louder Than Words» (con Joshua Henry y Vanessa Hudgens)                                    | 2021 | Tick, Tick... Boom! (Banda sonora de la película de Netflix.) | [ 137 ] |
| «Green Green Dress» (con Alexandra Shipp)                                                   | 2021 | Tick, Tick... Boom! (Banda sonora de la película de Netflix.) | [ 137 ] |

## Premios y distinciones
Premios Óscar
| Año  | Categoría   | Película            | Resultado | Ref.    |
| ---- | ----------- | ------------------- | --------- | ------- |
| 2017 | Mejor actor | Hacksaw Ridge       | Nominado  | [ 138 ] |
| 2022 | Mejor actor | Tick, Tick... Boom! | Nominado  | [ 139 ] |

### Globos de Oro
| Año  | Categoría                            | Película                   | Resultado | Ref.    |
| ---- | ------------------------------------ | -------------------------- | --------- | ------- |
| 2010 | Mejor actor de reparto               | The social network         | Nominado  | [ 140 ] |
| 2016 | Mejor actor - Drama                  | Hacksaw Ridge              | Nominado  | [ 141 ] |
| 2021 | Mejor actor - Comedia o musical      | Tick, Tick... Boom!        | Ganador   | [ 142 ] |
| 2022 | Mejor actor de miniserie o telefilme | Under the Banner of Heaven | Nominado  | [ 143 ] |

### Primetime Emmy
| Año  | Categoría                           | Película                   | Resultado | Ref.    |
| ---- | ----------------------------------- | -------------------------- | --------- | ------- |
| 2022 | Mejor actor - Miniserie o telefilme | Under the Banner of Heaven | Nominado  | [ 144 ] |

### BAFTA

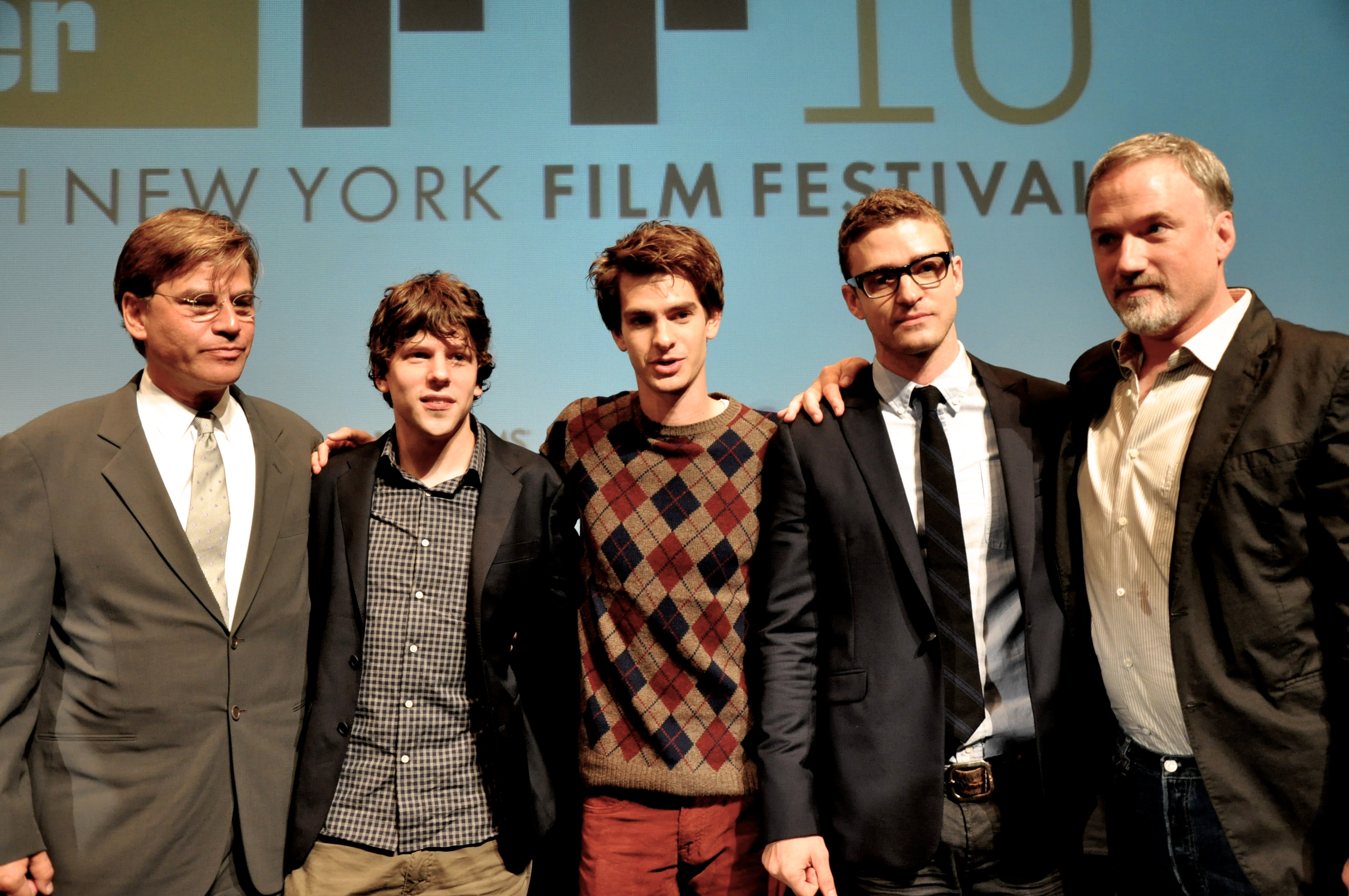
Garfield con el equipo de The social network en el Festival de Cine de Nueva York el 24 de septiembre de 2010.

| Año  | Categoría                            | Película                             | Resultado | Ref.    |
| ---- | ------------------------------------ | ------------------------------------ | --------- | ------- |
| 2007 | Mejor actor de televisión            | Boy A                                | Ganador   | [ 145 ] |
| 2010 | Premio BAFTA a la estrella emergente | Premio BAFTA a la estrella emergente | Nominado  | [ 146 ] |
| 2010 | Mejor actor de reparto               | The social network                   | Nominado  | [ 147 ] |
| 2016 | Mejor actor                          | Hacksaw Ridge                        | Nominado  | [ 148 ] |

### Sindicato de Actores
| Año  | Categoría              | Película            | Resultado | Ref.    |
| ---- | ---------------------- | ------------------- | --------- | ------- |
| 2011 | Mejor actor de reparto | The social network  | Nominado  | [ 149 ] |
| 2017 | Mejor actor            | Hacksaw Ridge       | Nominado  | [ 150 ] |
| 2022 | Mejor actor            | Tick, Tick... Boom! | Nominado  | [ 151 ] |

### Crítica Cinematográfica
| Año  | Categoría              | Película            | Resultado | Ref.    |
| ---- | ---------------------- | ------------------- | --------- | ------- |
| 2010 | Mejor reparto          | The social network  | Nominado  | [ 152 ] |
| 2010 | Mejor actor de reparto | The social network  | Nominado  | [ 153 ] |
| 2016 | Mejor actor de acción  | Hacksaw Ridge       | Ganador   | [ 154 ] |
| 2016 | Mejor actor            | Hacksaw Ridge       | Nominado  | [ 155 ] |
| 2022 | Mejor actor            | Tick, Tick... Boom! | Ganador   |         |

### Satellite
| Año  | Categoría   | Película      | Resultado | Ref.    |
| ---- | ----------- | ------------- | --------- | ------- |
| 2016 | Mejor actor | Hacksaw Ridge | Ganador   | [ 156 ] |